# Svetlogorskoje Vodochranilisjtje
Svetlogorskoje Vodochranilisjtje (ryska: Светлогорское Водохранилище) är en reservoar i Belarus.   Den ligger i voblasten Homels voblast, i den centrala delen av landet, 210 km sydost om huvudstaden Minsk. Svetlogorskoje Vodochranilisjtje ligger 127 meter över havet.
Omgivningarna runt Svetlogorskoje Vodochranilisjtje är en mosaik av jordbruksmark och naturlig växtlighet. Runt Svetlogorskoje Vodochranilisjtje är det ganska glesbefolkat, med 39 invånare per kvadratkilometer.